# Зубна билиця
«Зубна билиця» (рос. Зубная быль) — радянський анімаційний фільм 1972 року Творчого об'єднання художньої мультиплікації студії Київнаукфільм, режисер — Володимир Дахно.

## Сюжет
Якось у одного чоловіка розболівся зуб. Що тільки він не робив, щоб зменшити свої страждання, але йому нічого не допомагало. Він відправився в поліклініку, де було безліч таких же страждальців, як і він сам. Однак звуки приладів, що доносяться з стоматологічного кабінету, змусили його бігти. Його чекають пригода і в підсумку усвідомлення того, що зубні лікарі можуть легко допомогти, а боятися їх зовсім не слід.

## Над фільмом працювали
- Автор сценарію: Михайло Татарський;
- Режисер: Володимир Дахно;
- Художник-постановник: Юрій Скирда;
- Композитор: Іван Карабиць;
- Оператор: Анатолій Гаврилов;
- Звукооператор: Михайло Петренко;
- Художники-мультиплікатори: С. Березовська, Марк Драйцун, Вікторія Ємельянова, Олександр Лавров;
- Асистенти: Наталія Горбунова, Т. Зайко, Юна Срібницька, Л. Шейкіна;
- Редактор: Світлана Куценко;
- Директор картини: Іван Мазепа.